# Développement urbain de Wasquehal
Wasquehal, ville de la Métropole européenne de Lille, existe dès le Moyen Âge est s'est surtout urbanisée à la faveur de la croissance des pôles urbains de Lille, Roubaix et Tourcoing, Wasquehal faisant partie du territoire séparant ces villes.

## Moyen Âge
Entre 835 (date de la première apparition  du  nom  de  Wasquehal) et 1232, se trouve une chapelle, qui est le premier édifice religieux de la ville (située sur l'actuelle entrée du métro Wasquehal - Hôtel de ville) et son cimetière attenant (lors des fouilles en 1992, sur la place Maurice-Schumann en vue de la construction de l'arrêt de métro Wasquehal - Hôtel de Ville on trouvera des tombes du Moyen Âge et dans celle des enfants on y trouve des billes en terre et des médailles en plomb de Saint Ghislain,).
Walter de Croix, évêque de Tournai et fils d’Eustache, du chapitre de Tournai et de Mathilde de Croix, fait ériger entre 1232 et 1252, avec la collaboration active des habitants de la commune, une église dédiée à Saint Maur et qui est située sur l'emplacement de la première église de Wasquehal.
En 1350, nous avons le fief du Herrengs (le nom de ce fief fut donné au XIVe siècle par Jehan Hierenc ou Jehan Hareng et sera nommé plus tard La Royère d'après l'épouse de Lotard de la Royère)) puis en 1390, nous avons comme fief, Le Lobel (fief situé sur le chemin qui mène au moulin de Wasquehal, sur le bord de la Marque)) et enfin en 1401, nous avons comme fief, Le Petit Laoutre dit Le Laoutre ou Le La Outre (fief de Hugues de Lannoy en 1401 et de Jacques du Pret qui fut anobli en 1437).

## Époque moderne
À Wasquehal-la Marque, se trouve un moulin (situé sur l'actuel square Jean Macé et démoli au début des années 1960), une maison de meunier (actuelle habitation située entre l'office du tourisme et le pont de chemin de fer) et le pont du moulin (actuel emplacement du rond-point du Dragon). Une partie de la Marque (dite de la Petite Marque ou Ancienne Marque en 1876) venant du port du Dragon passe sous le pont du moulin et rejoint le moulin pour servir de biez de décharge.

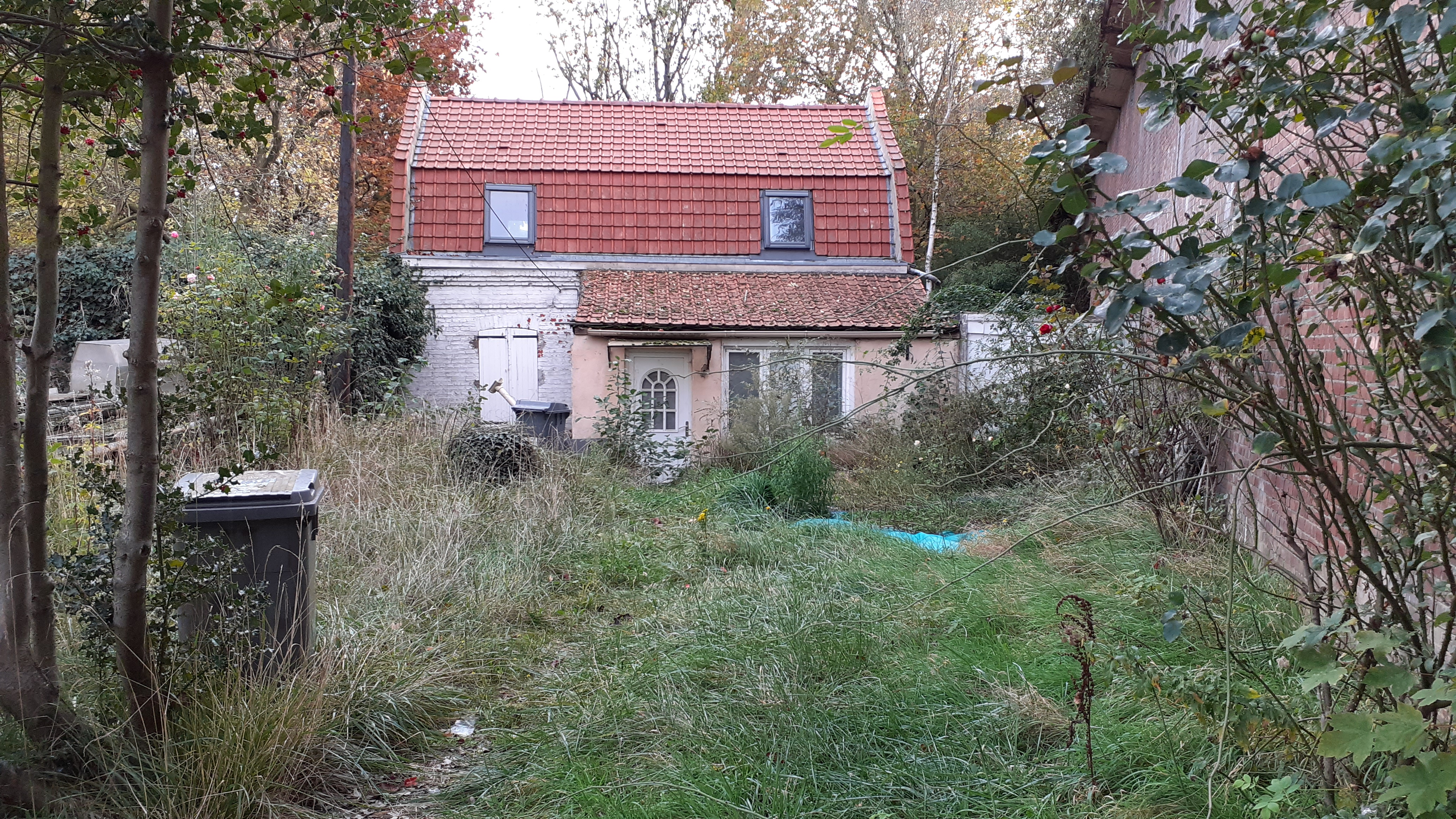
Ancienne maison du meunier de l'ancien moulin de Wasquehal en 2020.

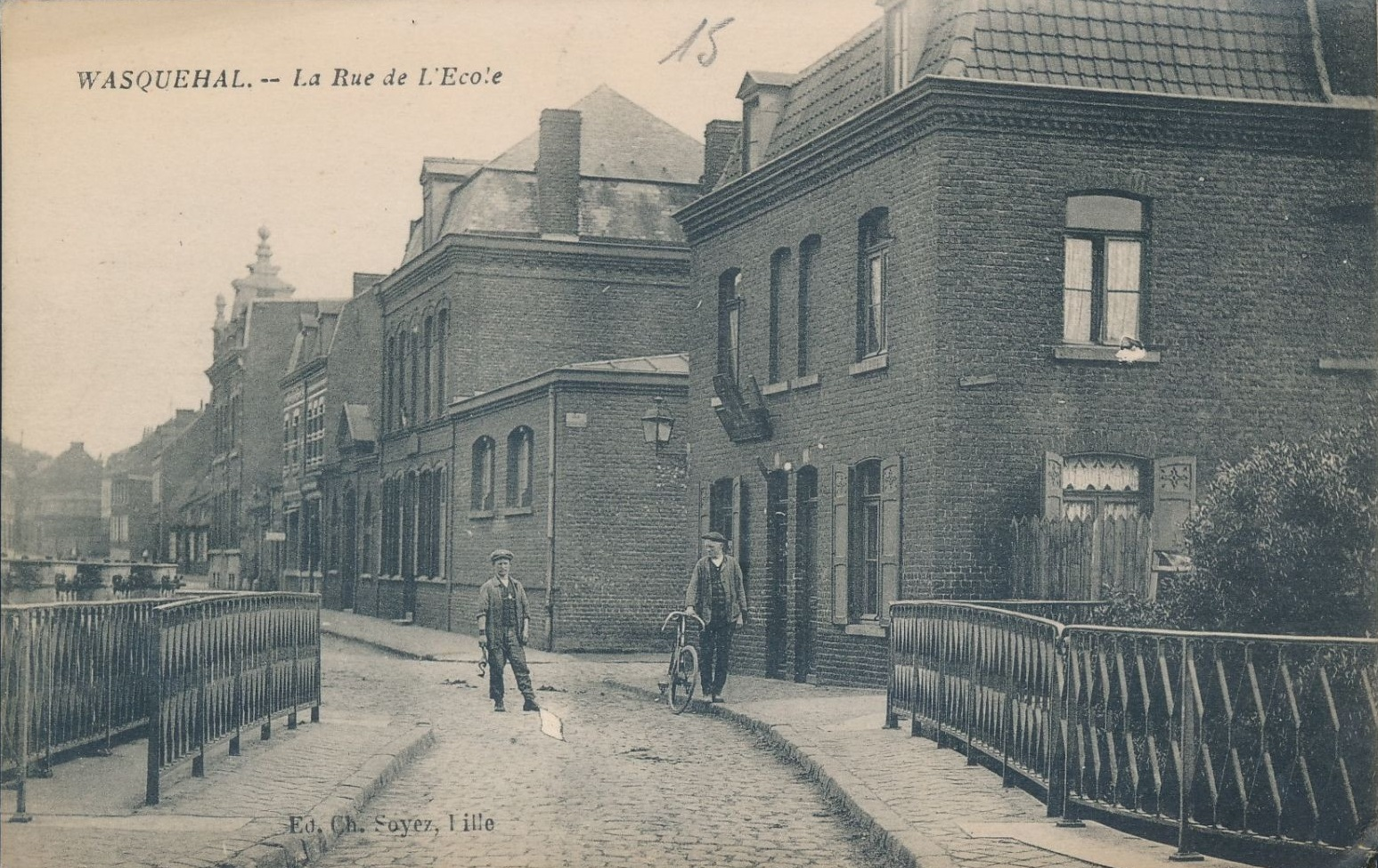
Pont du moulin de Wasquehal en 1905 sur l'actuel rond-point du Dragon.

Proche du moulin, se trouve le fief du Laoutre (correspondant à la rue Pasteur, la rue Marie Curie, le lycée Jacques Yves Cousteau, la place Gambetta, la société RougeGorge Lingerie, l'entreprise Exotec et l'avenue du Molinel jusqu’au cimetière. Les appartements de l'avenue du Molinel sont appelés Résidence de La Outre). Le fief du Laoutre fait partie de Wasquehal-la Marque et possède son pont privé qui permet (au niveau de l'actuelle rue Marie Curie) d'enjamber la marque et de rejoindre le chemin du Quesne (actuelle rue de Marcq-en-Barœul et qui à l'époque, partait de l'actuelle place de la République. L'actuelle habitation située au 4 rue de Marcq-en-Barœul fut appelé Chemin du Laoutre). Le pont du Laoutre sera détruit en 1794 lors de la bataille de Tourcoing. Le fief du Laoutre est limitrophe des fiefs du Triestres (actuelle plaine des jeux et la ferme Dehaudt) et du Plomeux (actuel cimetière du Plomeux et la salle de tennis).

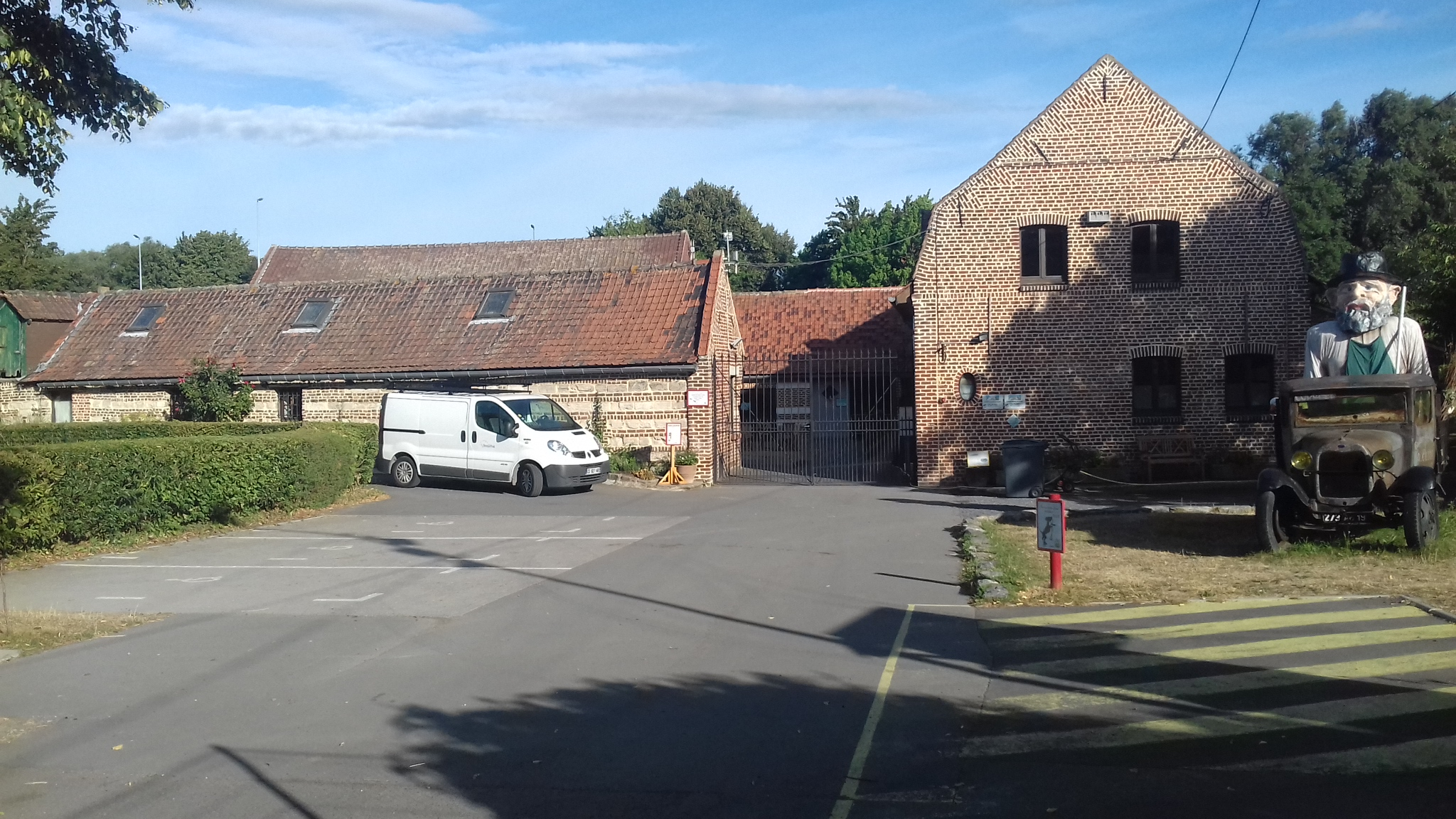
Ferme Dehaudt en 2018, ancienne Ferme du Triestres.

L'église est brulée en 1482 par les troupes de Louis XI, poursuivant celles de Maximilien d’Autriche et Robert de Ranchicourt et son épouse Catherine de Bergues-Saint-Winoc, font construire en 1511, une nouvelle église située sur l'emplacement de la précédente église et qui est dédiée à Notre-Dame et à Saint Nicolas. L'entrée de la nouvelle église est située du côté de la mairie actuelle. Le cimetière s’agrandit jusqu'à la première partie de l'actuelle église Saint-Nicolas. Sous le règne de Louis XIV, des chapelles sont construites dans tout le royaume, dont une à Wasquehal accolée à l’ancienne poste (actuellement le salon de coiffure Vita'Mine) rue Charles Preux.
Dans la Cense du Triest, se trouve en 1585, la Ferme du Triestes qui plus tard deviendra la Ferme Dal puis la Ferme Dehaudt. On trouve Petit Cottignies, la Ferme Jovenaux (actuelle association LogéR'éveil) et la Ferme du Grand Cottignies. On trouve en 1675, le Cabaret du Noir Bonnet, ce qui démontre l’existence de ce quartier à cette époque. On trouvera en 1753, le Chemin du Noir Bonnet. La rue Emile Dellette, autrefois appelée la rue des Villas Ouvrières, constitue l’ossature du Noir Bonnet. C'est le seul chemin partant en direction du Grand Cottignies. le Noir Bonnet se développera surtout vers la deuxième moitié du XIXe siècle avec l’activité de quelques maraîchers.

## Consulat
Le décret de l'Assemblée nationale des 20 et 23 novembre 1790 notifié par l'Assemblée constituante de 1789 fait que la ville de Wasquehal est divisée en quatre sections, Le Gauquier, L'Église, Le Grand et Petit-Cottignies et Le Cartelot.

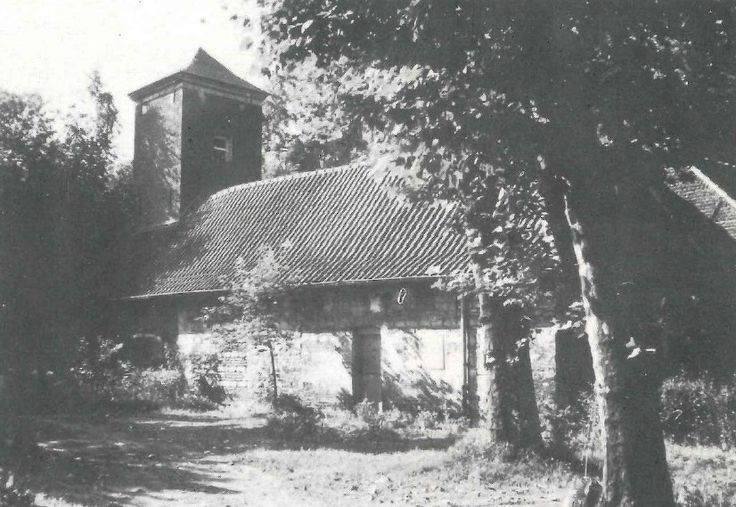
Ancienne ferme du Château Blanc au Cartelot en 1986.

Le quartier du Cartelot est rythmé par le travail des fermes, avec leurs basses-cours et leurs récoltes. Au bout du Chemin du Cartelot, se trouve le domaine du seigneur de Wasquehal, Charles Hyacinthe Joseph Lespagnol de Grimbry. Sur ce domaine (situé entre l'actuel canal de Roubaix et le boulevard de la Marne), se trouvent, une grande bâtisse dit le Château Blanc qui est la résidence d’agrément des seigneurs de Wasquehal, des champs, une ferme (la ferme est rasée en 2020 pour laisser place aux ensembles d'appartements Le Clos du Château Blanc) et d'une forêt dite Bois du Duc.
En 1802, les berges de la Marque, du quartier du Centre jusqu'aux Triestes sont aménagées, avec notamment des plantations de frênes issus de la forêt du Château Blanc au Cartelot et en 1828, début de la création du Canal de Roubaix sur Wasquehal avec la canalisation de la rivière de la Deûle au niveau de Marquette-lez-Lille jusqu'à la rivière de la Marque, au niveau du pont de la Passerelle à Wasquehal. À cette embranchement, le canal part vers Roubaix en passant vers la future écluse du Triest.

## Monarchie de Juillet
Début des constructions des écluses de Wasquehal en 1833. On trouve comme écluse sur Wasquehal, l’Écluse de l'embranchement de Croix (située dans l'actuel port du Dragon), l'Écluse n°3 bis de Wasquehal dite de Wasquehal (au niveau du Port du Dragon et abandonnée aujourd'hui), l'Écluse n°3 du Triest dite du Triest, l'Écluse n°4 du Plomeux dite du Plomeux, l'Écluse n°5 du Noir Bonnet dite du Noir Bonnet, l'Écluse n°6 du Cottigny dite du Cottigny et l'Écluse n°7 de la Masure dite de La Masure.

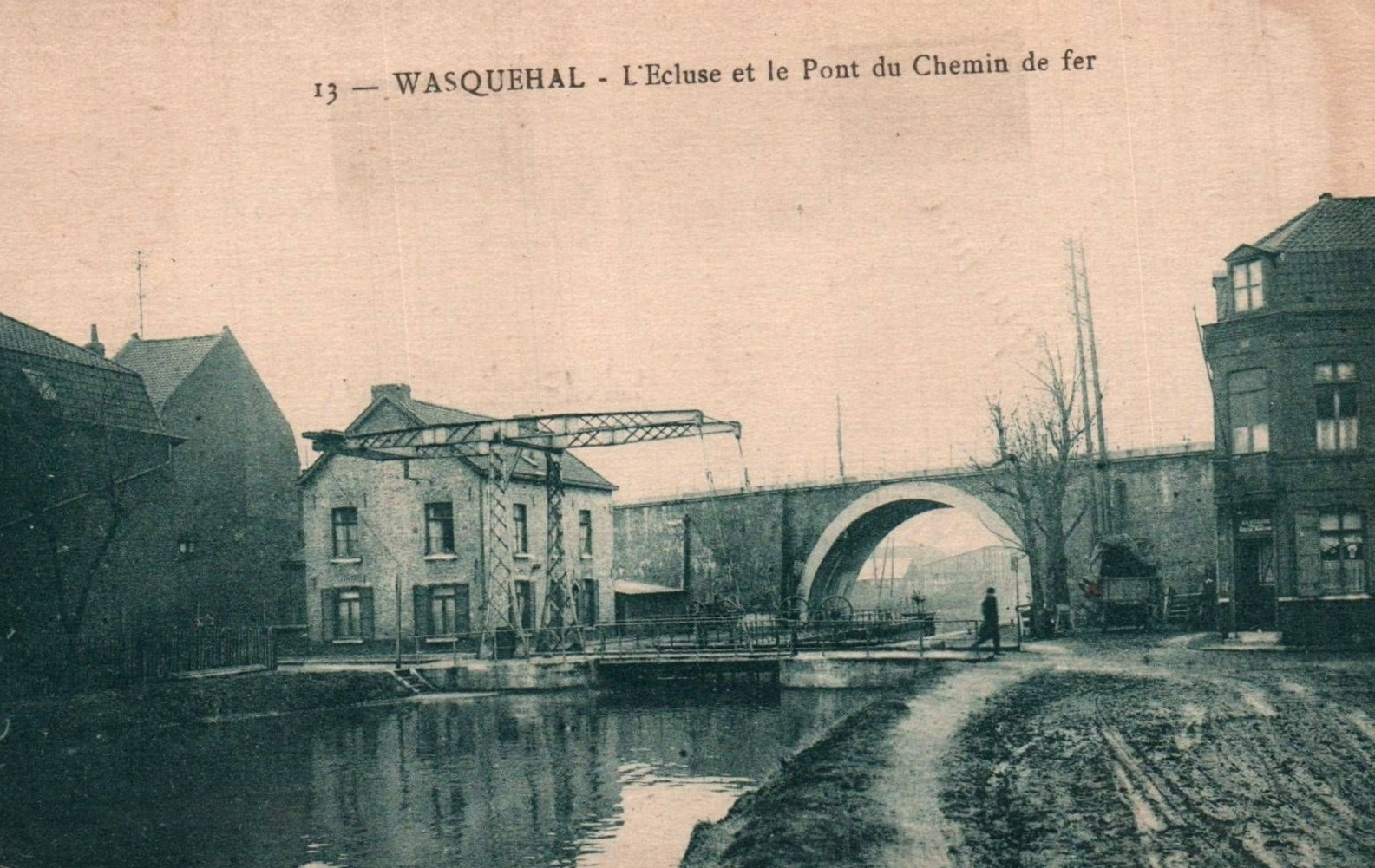
Écluse n°3 de Wasquehal en 1905.

Une partie du centre de Wasquehal qui appartient à la famille Deledalle (ou Deldalle), se compose d'une ferme (actuel Carrefour City, rue Marceau) et de terrains cultivés (actuellement les appartements de la Place Mendes France, l'église Saint-Nicolas, le chemin du beau passage, la rue de la Ferme Deldalle et une partie de la rue Sadi Carnot).
En 1843, une voie de chemin de fer dite Chemin de fer du Nord de Lille à Bruxelles est construite sur Wasquehal qui va de Lille à Gand et voit apparaitre 4 viaducs et 1 aqueduc, et en 1850, la Révolution industrielle entraine Wasquehal dans l’ère du chemin de fer et des grandes usines textiles avec le peignage Holden qui s'installe à Croix-Wasquehal en 1851, sur l'actuelle avenue Jean-Paul Sartre. L'usine possède une cheminée de 105 mètres de haut, elle est la plus haute du monde mais fragile elle est baissée à 92 mètres mais durant la Seconde Guerre mondiale, elle est détruite par l'occupant. L'usine sera remplacé par les 3 suisses dans les années 1950.

## Second Empire
Le centre de la ville est en pleine mutation et en 1860, l’immobilier devient attrayant et les familles Deldalle, propriétaires des nombreuses terres du centre, y font construire des habitations et la teinturerie Hannart Frères crée en 1819, profitant du passage du canal de Roubaix sur Wasquehal, s'y pérennise (entre l'actuelle rue Marceau et la Marque).
En 1861, construction de la mairie et mise en route en 1867 puis en 1863, la tannerie Dupire s'installe au Cartelot, à côté du château Blanc et devient la première manufacture à s'implanter dans ce qui deviendra la future Zone d'activité du Château Blanc. La même année, création des maisons éclusières du Canal de Roubaix situées sur Wasquehal avec la maison éclusière de Wasquehal (actuel office du tourisme au 17 rue Jean Macé), du Triest, du Plomeux, du Noir Bonnet, du Cottigny et de la Masure. 

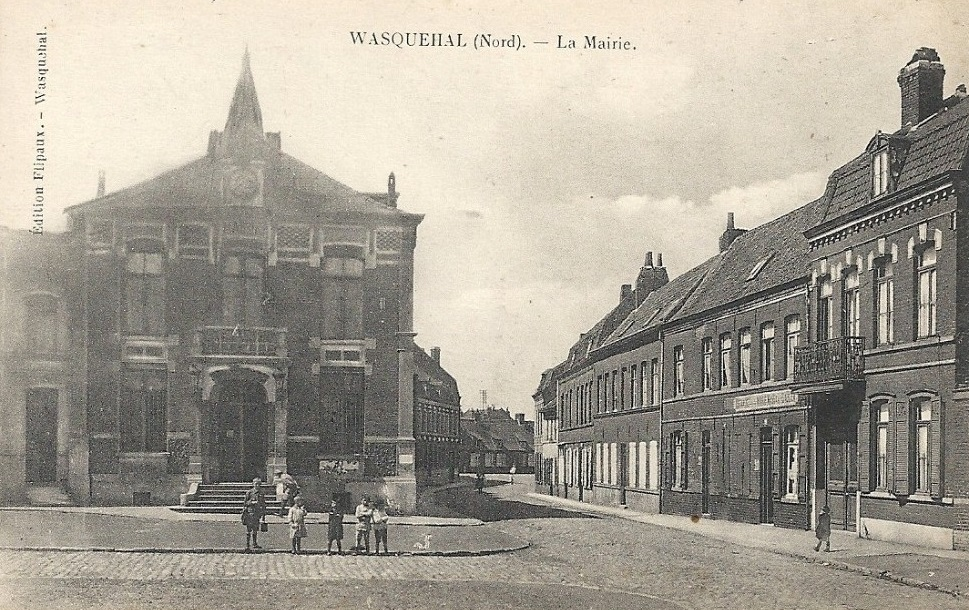
Mairie de Wasquehal en 1927.

La maison éclusière de Wasquehal est située entre le moulin de Wasquehal et la maison du meunier. En face de la maison éclusière de Wasquehal, sur l'autre bord de la Marque, au chemin vicinal dit du Pavé du Heule (cette voie comprenait la rue Jean Macé, la rue Jean Jaurès, la Rue Pasteur, la place Gambetta, l'avenue du Molinel, la rue du Triez, l'avenue du Grand Cottignies, la rue du Molinel et la rue Albert Bailly), se trouve un estaminet bâtit en 1830 par Jean-Baptiste Destailleurs, ancien soldat au 1er régiment de dragons pendant la révolution française. Cet estaminet sera appelé quelques années plus tard, notamment vers 1908, Estaminet du Dragon. Le nom de Dragon en hommage à Jean-Baptiste Destailleurs en souvenir de ses exploits. L'estaminet qui sera appelé Café du Dragon en 1922 puis Café de l'écluse en 1941, devient une simple maison vers 1963 puis est rasé en 1983 pour laisser place à un petit parc. Lors de la création du port de Wasquehal en 1924, on lui donnera le nom de Port du Dragon (le pont du Dragon est lui nommé depuis 1892,). Le Pont du Dragon n'étant pas très large, il ne pemettra plus tard, le passage que d'une voiture à la fois. On trouverai plus tard rue Jean Macé, la maison éclusière au 17, la maison du meunier au 17 bis et l'estaminet du Dragon au 17 ter et début des années 1960, la maison éclusière au 17, une habitation au 19 (ancienne maison du meunier) et l'estaminet au 21 (actuel petit parc),,,.

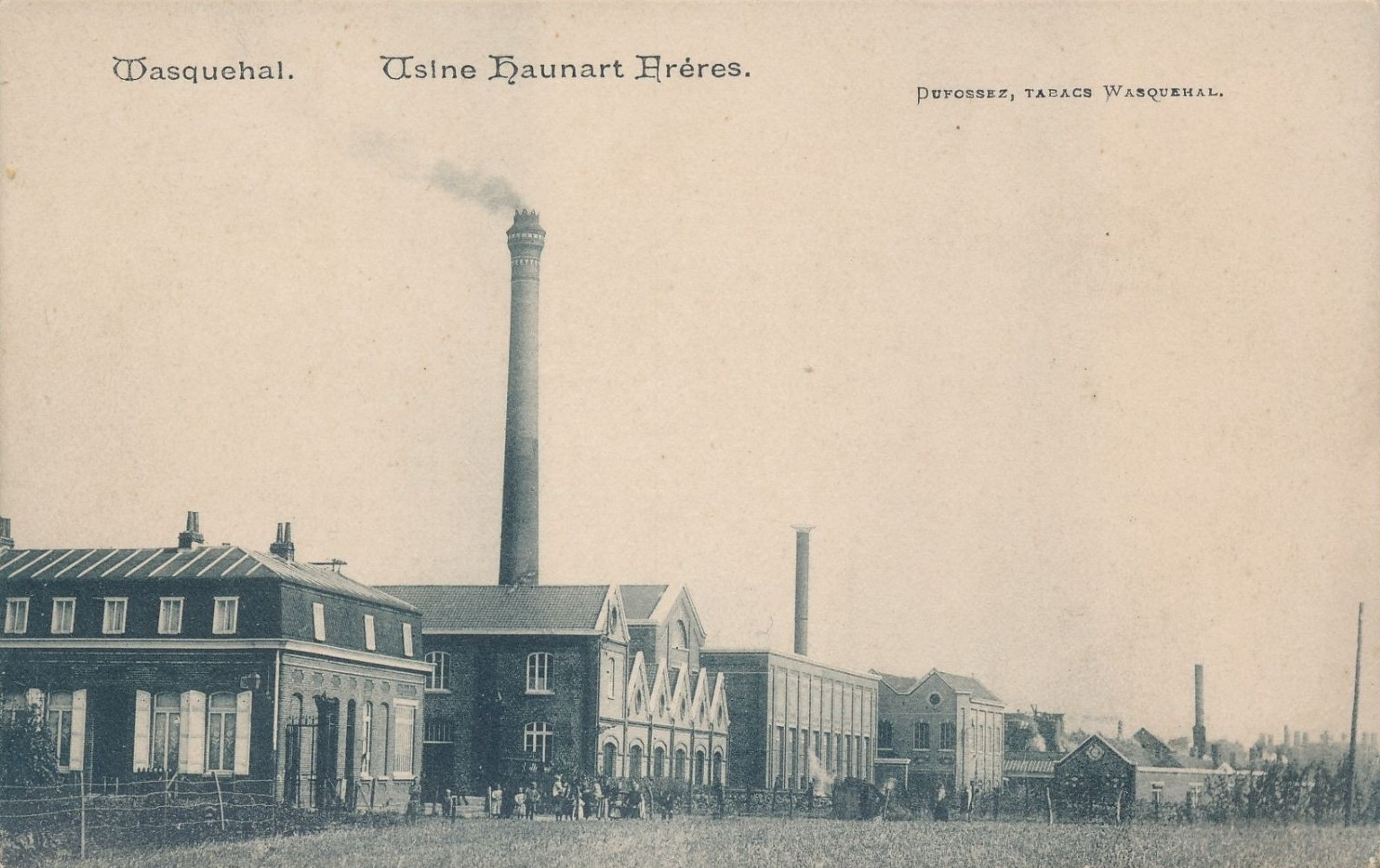
Etablissements Hannart Frères à Wasquehal en 1908.

À cheval entre le quartier du Triestes et du Plomeux se trouve la propriété de Victor Albert Charles de Tenremonde et de Caroline Marie Hubertine d’Artois, propriétaires demeurant au château de la Rosée à Mérignies qui est composée d’un ensemble de bâtiments dont la ferme du Triest (actuelle ferme Dehaudt), entourée de terres cultivables, de prés, d’un verger, d’un jardin, et d’un fournil. Ce domaine est délimité au nord par le chemin vicinal dit du Heule (rue du Molinel), à l’ouest avec le château Blanc, au sud par la Marque et à l’est par le futur canal de Roubaix (cela correspond à la ferme Dehaudt, au parc Gernez Rieux, à Wasquehal Football, le Boxing Club de Wasquehal, la patinoire Serges Charles, le Dojo Club Wasquehal, le cimetière du Plomeux, le funérarium et le Tennis Club de Wasquehal). En 1867, le conseil général du Nord préconise la création d'une gare à Wasquehal pour desservir cette dernière et les communes de Croix et Flers.

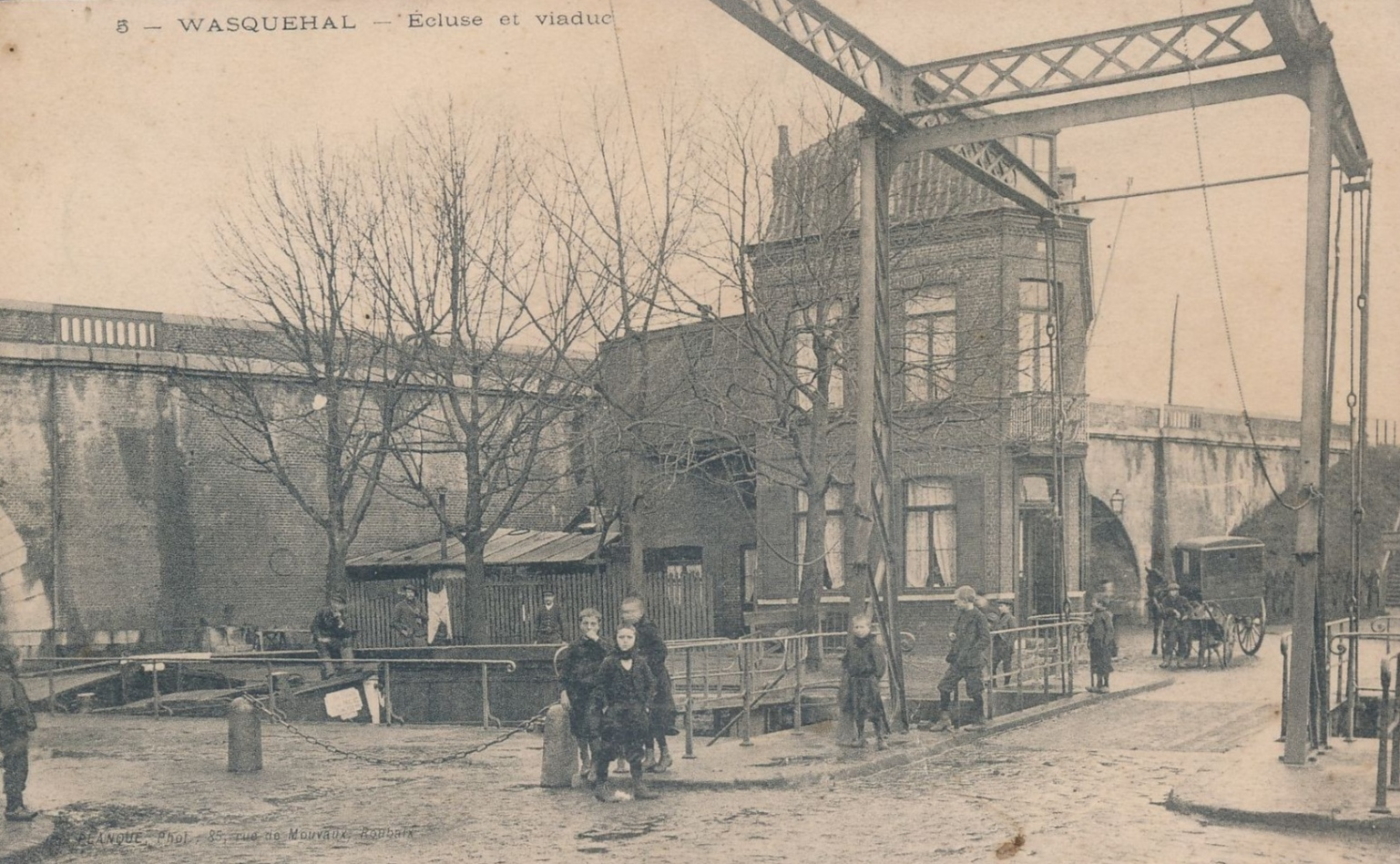
Estaminet du Dragon à Wasquehal en 1908.

Par suite du changement de tracé du canal de Roubaix, plusieurs parcelles de Wasquehal sont expropriées par jugement du tribunal de Lille du 23 janvier 1868. Vers 1870, se trouve le Fort du Haut Vinage. La gare de marchandise située sur le territoire de Wasquehal est inaugurée le 1er mai 1873 et la même année est créée la gare de Croix - Wasquehal. Un projet d'allongement de la halle à marchandise fut présenté le 10 septembre 1872. A cette époque, de grandes demeures sont construites comme le Château Liénard en 1871.

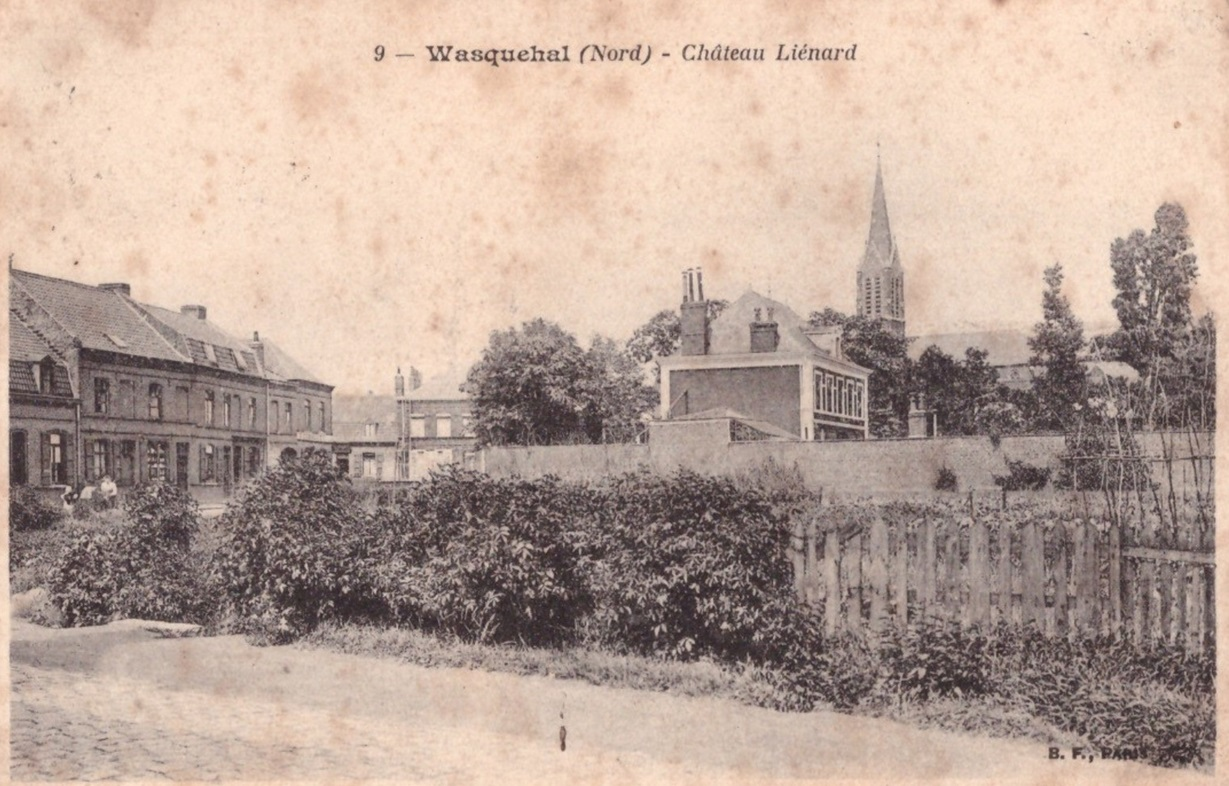
Château Liénard situé dans le quartier du Centre en 1908.

Le conseil municipal décide le 15 mai 1876 de la construction d’une nouvelle église. En 1871, un rapport adressé à l'Archidiocèse de Cambrai a révélé que l'église construite en 1511 est trop petite et vétuste. L'église construite en 1511 est détruite et on désaffecte son cimetière. On construit de 1877 à 1879, à cheval entre le cimetière désaffecté et les terrains appartenant aux familles Deldalle (ou Deledalle), la nouvelle église dédiée à saint Nicolas.
En 1877, s'achève le canal de Roubaix à Wasquehal et vers 1900, mille péniches par an transiteront sur le canal d'une largeur de 12 mètres. La beauté des berges ombragées par les peupliers d'Alsace et les acacias en font un lieu de promenade. Le canal de Roubaix sera inauguré en 1893. Le canal n'étant pas éclairé de nombreuses personnes perdront la vie chaque année en tombant dans les eaux du canal comme Thomas et Alphonse Cierpisz, en 1938, qui meurent noyés en allant travailler à bicyclette et William Johnson, canonnier du 30e régiment d'artillerie anglais en 1939. 
Création en 1878, du cimetière du Centre dans le Hameau des Lauriers (futur quartier des Boers) sur un champ, entre l'ancien chemin de Laoutre (actuelle habitation située au 4 rue de Marcq-en-Barœul), le Chemin vicinal de Marcq à Wasquehal (actuelle rue de Marcq-en-Barœul), la ligne de chemin de fer et la Marque.

## La Belle Époque
Vers 1880, des ouvriers et tisserands qui viennent des quartiers saturés de Roubaix et Tourcoing s'installent à la campagne et qui donnera plus tard le quartier du Capreau. On y trouve alors une vingtaine de maisons ouvrières, une épicerie et l'Estaminet du Capreau. La terre argileuse du Capreau permet l'installation d'une briqueterie et de nombreux Belges viennent y travailler. La même année, création du chemin vicinal du numéro 6 dit du Triez et dont le développement de la ville se trouve arrêté par l'insuffisance de ses communications.

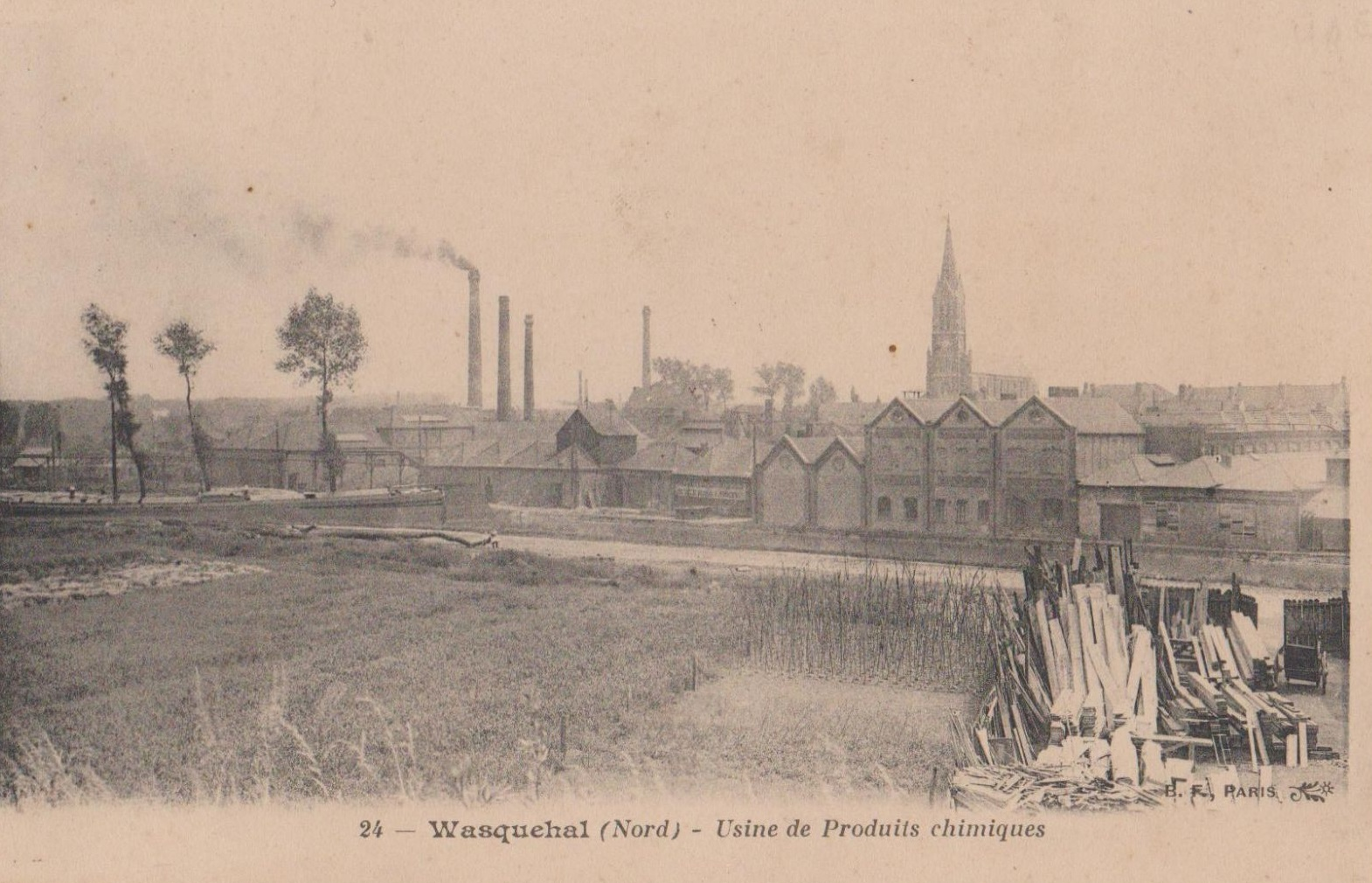
Usine de produits chimiques Eycken & Leroy sur le bord du Port du Dragon en 1908.

Fin du siècle, trois entreprises qui feront partie du paysage wasquehalien sont créées, tout d'abord en 1884, au centre, sur les berges du Port du Dragon (actuelle place Mendès-France), l'usine d'Émile Savoye qui sera renommée Manufacture Française de Produits Chimiques Eycken & Leroy en 1909 et Saint-Gobain en 1918,, en 1886, la société Simon, entreprise de rollmops qui est la première entreprise de rollmops en France, basée dans le quartier du Capreau et en 1891, est créée la Société anonyme de la Raffinerie de Pétrole du Nord à Wasquehal sous l'administration d'Hector Franchomme.
Création en 1891, rue Bernard-Palissy, d'une école de filles dite École de filles Saint Jean, où un enseignement est prodigué par des religieuses, les sœurs de l’Enfant Jésus, puis par les  Sœurs Franciscaines de Calais. (actuellement l’école libre de fille fait partie de l'école Saint-Edmond et est voisine de l'actuelle Paroisse Saint-Nicolas au 24 rue Jean-Bart) et en 1892, commence la construction du fort du Petit-Wasquehal.
Au Haut Vinage se trouvent des champs et la ferme Waziers (rue du Haut-Vinage) qui appartient à Arnould Joseph Marie Louis Van der Cruisse, comte de Waziers  (famille Van der Cruisse de Waziers) (dont descend le Maréchal Leclerc). Un pigeonnier circulaire et de type romaine construit en briques rouges et en pierres blanches de Lezennes est créé à côté de la ferme, au début du siècle (pendant la Seconde Guerre mondiale, il servira de tour de guet et de contrôle pour l’aviation allemande). S'installe en 1900, au Petit-Cottignies la manufacture Bréart-Mortiaux-Loneux, spécialisée dans la production de couleurs. La manufacture Bréart-Mortiaux-Loneux deviendra les établissements Loneux.

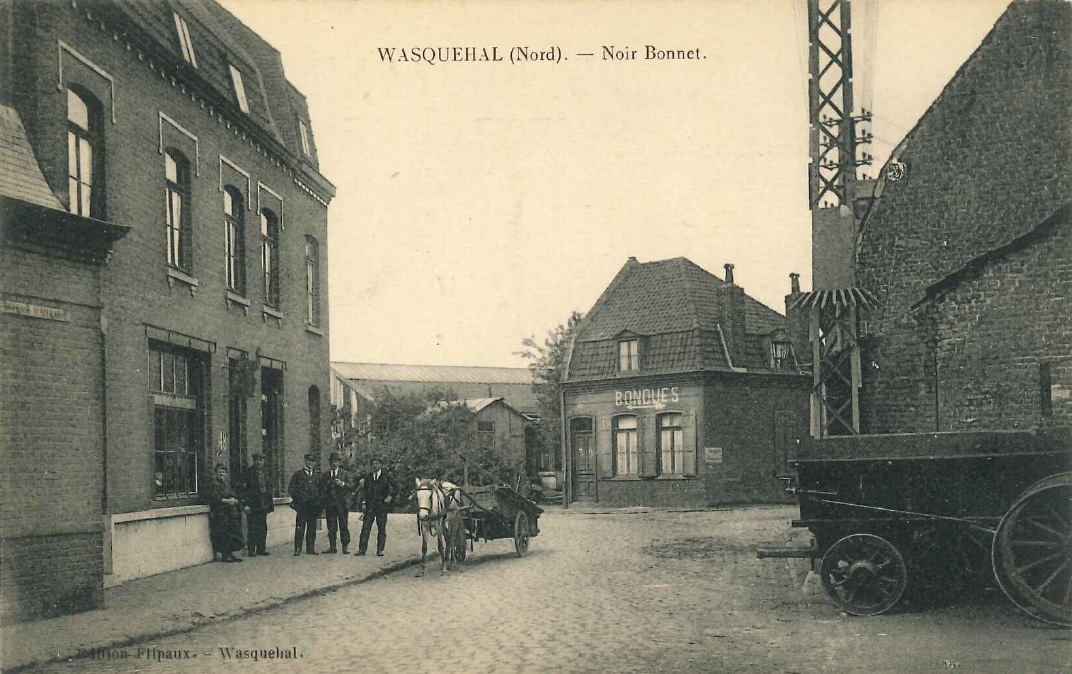
Quartier du Noir Bonnet en 1905.

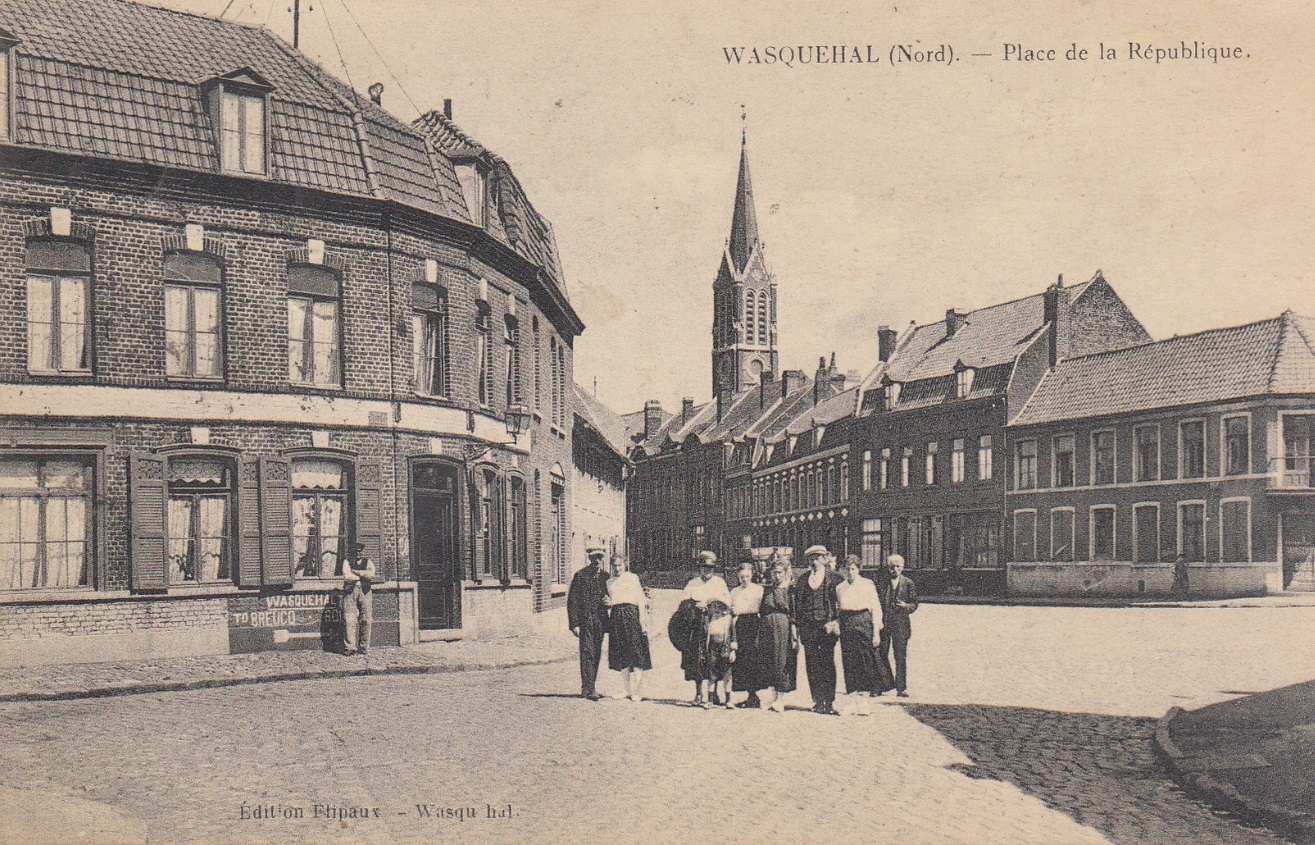
Place de la République et son estaminet en 1908.

Vers 1900, une trentaine de fermes se trouvent encore sur la ville, comme la ferme Selosse-Wallez (actuellement Centre nautique Calypso), la ferme Waziers (rue du Haut-Vinage), les fermes Nivesse, Salembier, Jovenaux et la ferme des Sorcières Desplanques. On dénombre aussi dans la commune, pas moins d’une dizaine de grandes et belles demeures bourgeoises appartenant à de grands chefs d'entreprise comme avec le Château du Blanc Mesnil (entre le chemin du Cartelot et le Pavé du Heule et rasé en 2012) qui appartient à Auguste Lepoutre et création du quartier ouvrier dit des Boers avec la rue du Transvaal et la rue Saint-Louis.
En 1903, création de l'école Anne Robert Jacques Turgot dit Turgot, accueillant les habitants du Capreau, des Petit et Grand Cottignies, du Triez, du Cartelot et du Molinel et en 1905 est construite avenue Hannart, la station centrale électrique de Wasquehal par la firme Léon Monnoyer et fils afin de desservir les concessions d'éclairage public de villes comme Roubaix, La Madeleine, Linselles et Deûlémont, de fournir le courant aux premiers tramways électriques de Roubaix et de Tourcoing et de fournir en électricité les usines de la région. Elle est mise en service en 1907 et sera la centrale thermique le plus puissante de France en 1914. Son activité cesse en 1947, démontée, c'est devenu les établissements Cornu en 1956. La centrale électrique du Haut-Vinage est construite pour la suppléer.

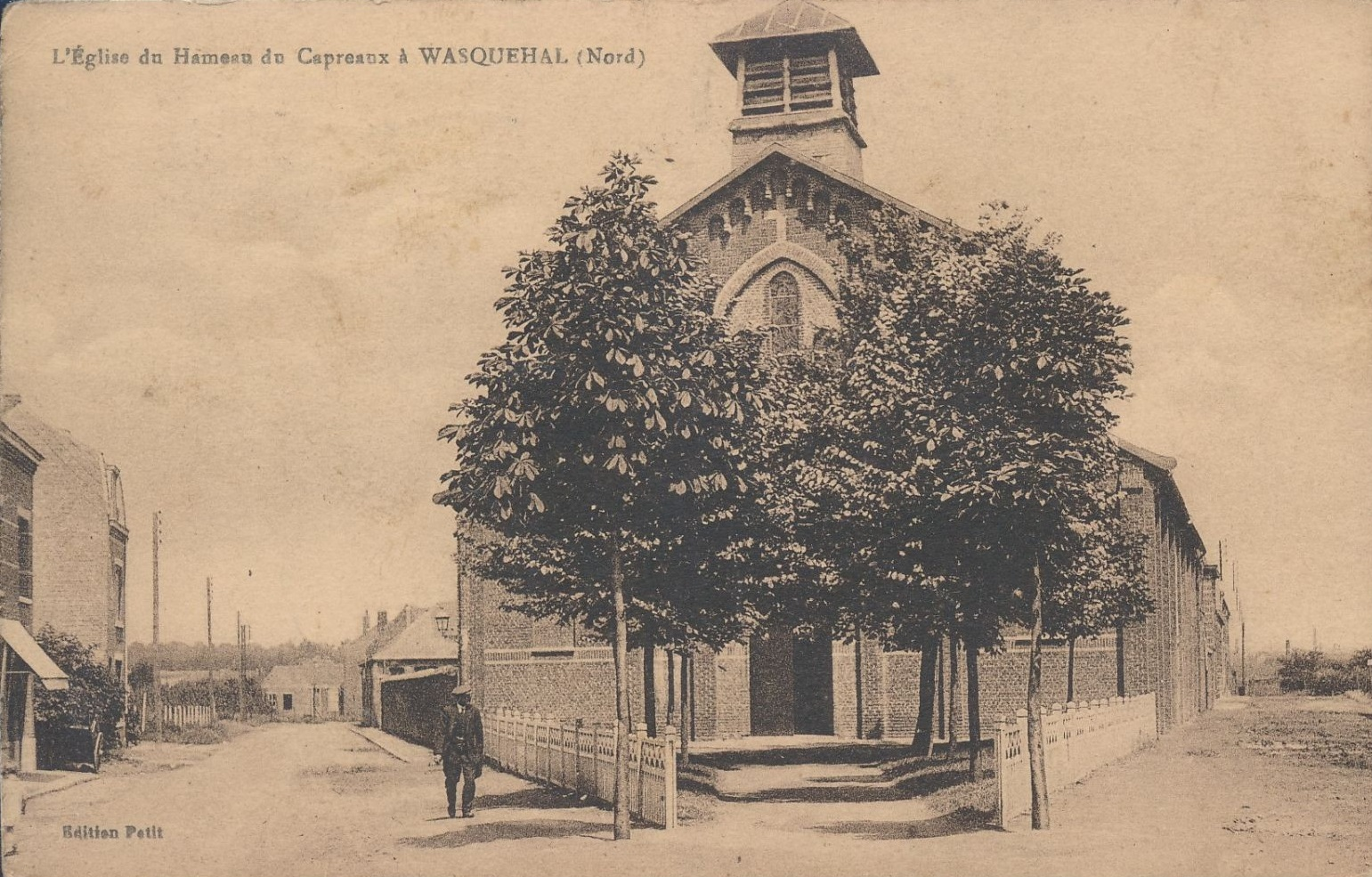
Église Saint-Clément du Capreau en 1912.

En 1908, l'ouverture d'une maternité, place Fénelon (actuelle Maurice-Schumann), dans les locaux d'une partie de l'actuel hôtel de ville. Cette maternité sera transférée en 1942 au Petits lits bleus, institution située dans le château de Clément Béthune, mécène du Capreau. En 1908 toujours, Gaston Le Blanc, achète le terrain du Fort de Wasquehal pour la création du Golf du Sart.
Un tramway traverse le quartier du Petit Wasquehal, cette ligne relie Roubaix à Lille par Croix, Flers, Wasquehal et Mons-en-Barœul, et est particulièrement fréquentée par la population ouvrière. En 1909, sont créées la CIMA, usine de fabrication de matériel de fenaison à Croix-Wasquehal, avenue Hannart et le Grand Boulevard qui permet de relier Roubaix à Lille et qui passe par Wasquehal.
En 1912, voit la construction de l'église Saint-Clément et l'arrivée de l'eau potable dans la commune puis création en 1918, des bains douches municipales et d'une école de garçons, ouverte dans une salle d'un estaminet, près de l’église Saint-Nicolas. Aujourd’hui, ce lieu est occupé par l’arrière de la mairie.

## Entre-deux-guerres
Dans les années 1920, on trouve sur Wasquehal de grandes demeures bourgeoises, au bord de l'avenue de la Marne, comme le manoir du Molinel (à l'actuel angle du boulevard de la Marne et de la rue du Molinel, dit Les Parcs du Molinel), le château Dujardin, du futur maire Ernest Dujardin et au centre, la maison de l'architecte Gabriel Pagnerre, rue Jean-Bart. 

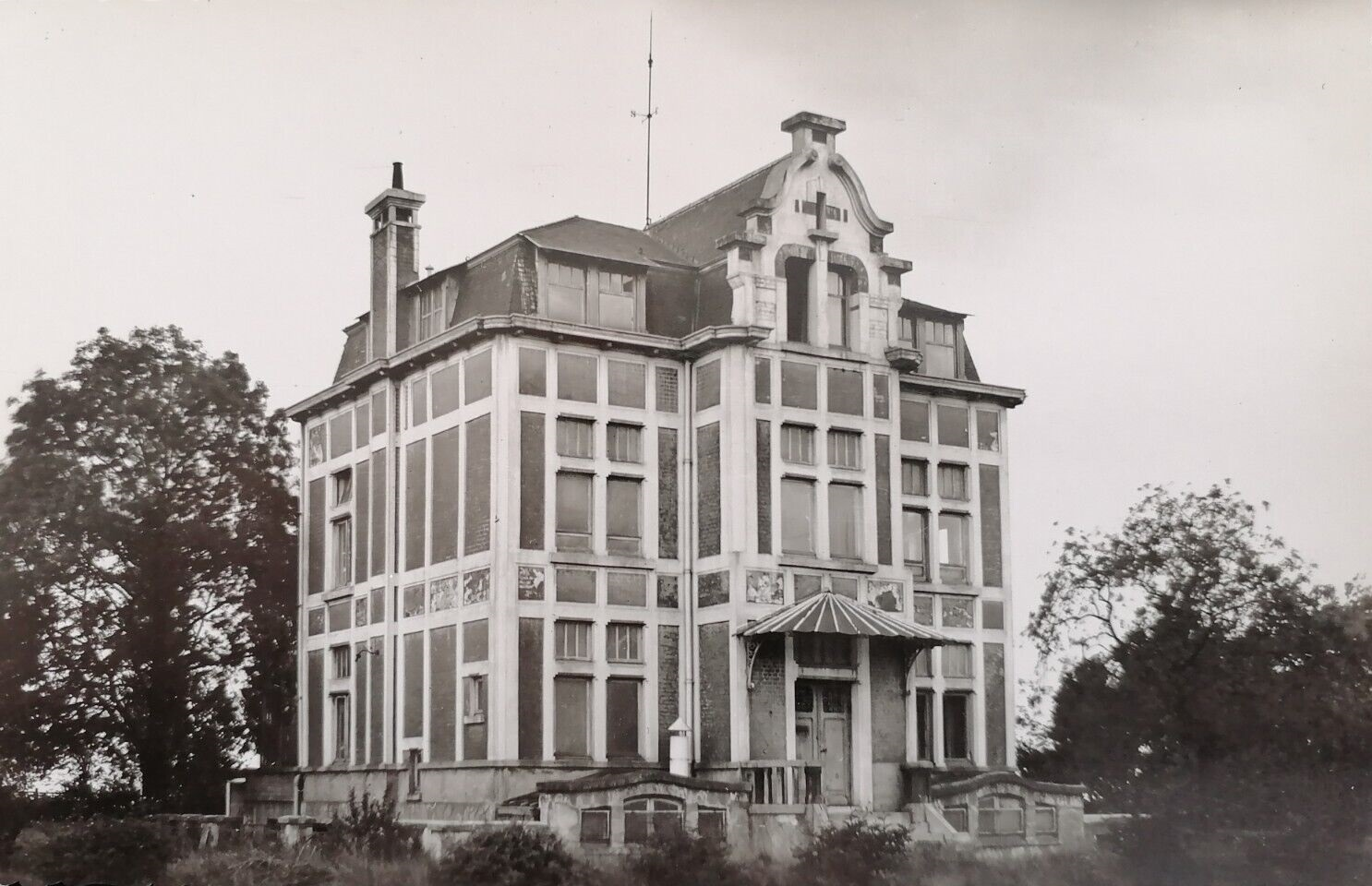
Préventorium du Capreau à Wasquehal en 1930.

Des logements ouvriers sont créés dans l'ancienne cité Saint-Gobain avec vingt maisons ouvrières (renommé Cité La Paix en 1925), des lotissements de Chalets sont créés rue Delerue, rue des Chalets et rue Charles-Preux en 1928 (bâti sur l'emplacement d'une ancienne briqueterie) et les ponts de Wasquehal sont reconstruits comme la passerelle de Wasquehal, les ponts sur les écluses du Triest, du Plomeux, du Cottigny, de la Masure et du pont-levis de Croix-Wasquehal.

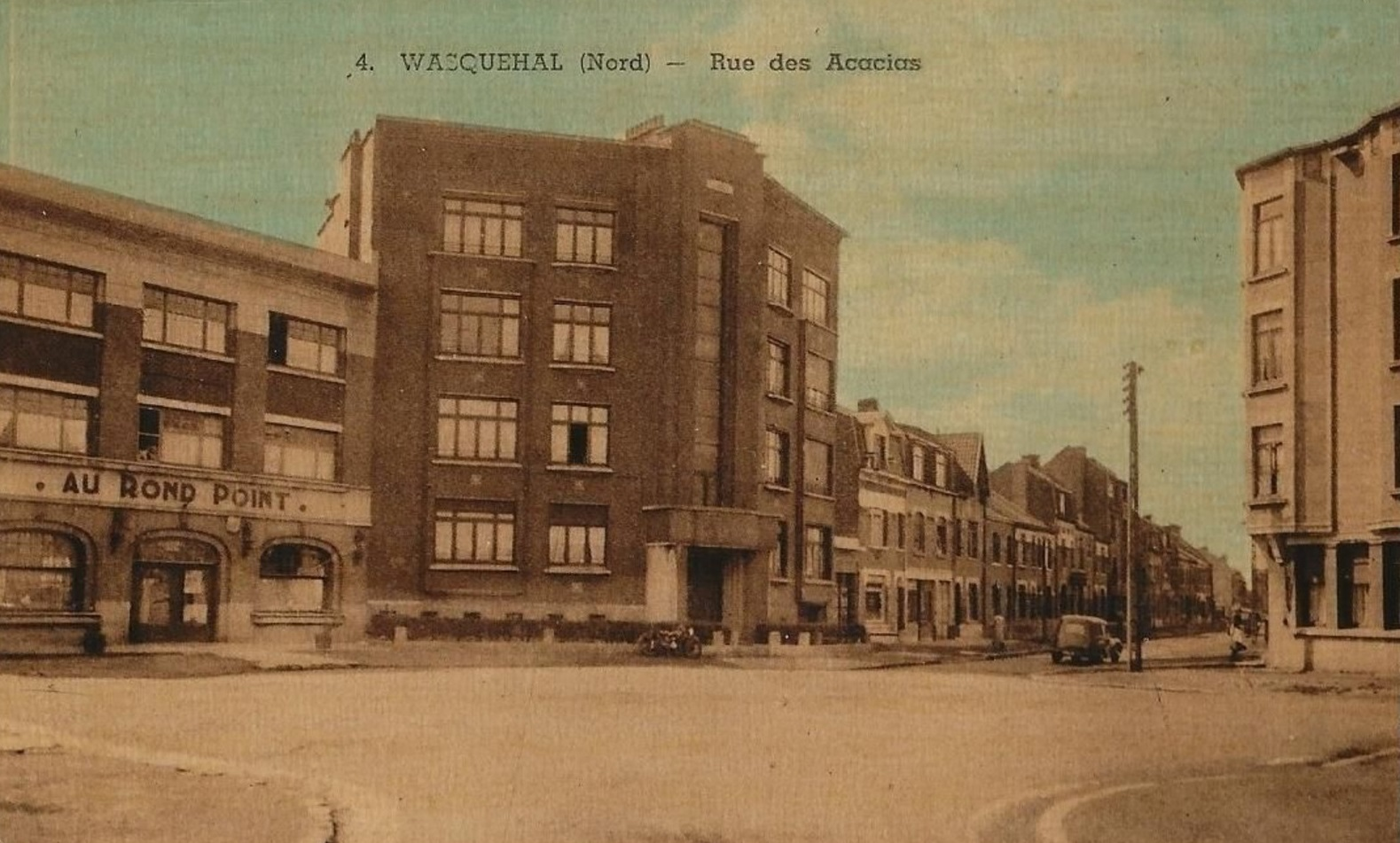
Rue des Accacias à Wasquehal en 1935.

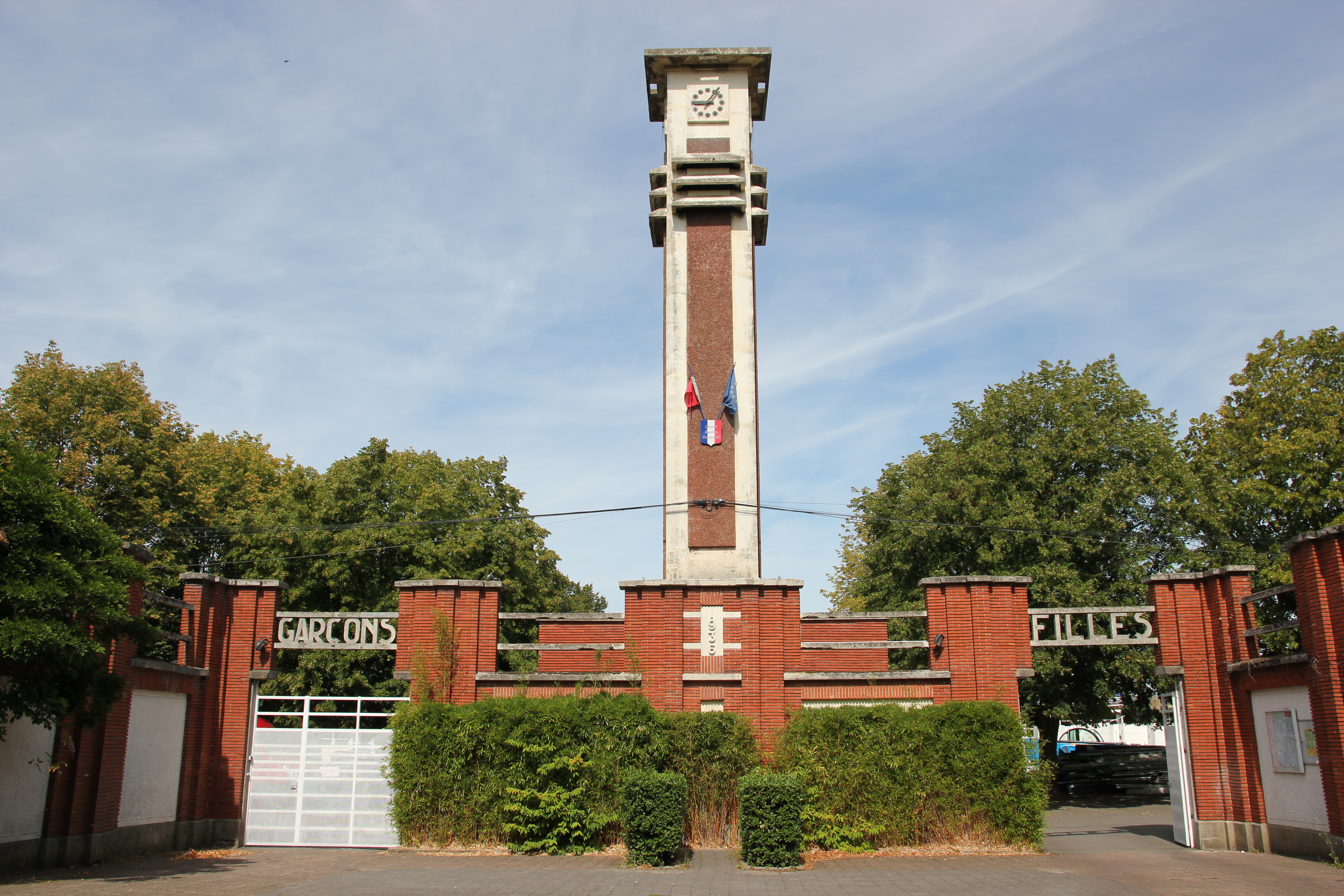
École élémentaire publique Pierre-Lefebvre en 2017.

Wasquehal se dote d'un bureau de poste (actuellement au 3 rue Charles-Preux et qui fut appelé rue de la Poste) et du corps de sapeurs-pompiers Wasquehal et Flers-Breucq en 1922 (actuelle caserne des pompiers de Wasquehal). Est créé rue Delerue, le Cercle Bourloire Saint-Nicolas en 1924 et l'école Saint-Edmond dans les locaux paroissiaux des églises de Wasquehal en 1929. Toujours en 1929, la ville possède une scierie avec la société Paul Balézeaux & E. Lepers, rue de Marcq-en-Barœul.
Dans les années 1930, la croissance se confirme, des agences de Caisse d’Épargne et de prévoyance ouvrent, le quartier du Capreau voit l'arrivée de l'eau potable avec la construction d'un château d'eau, un cinéma est créé au patronage de l’église Saint-Clément, un club d’aéronautique est créé au Capreau, le groupe scolaire Lefebvre-Malfait de style Art déco est construit rue Delerue en 1936,, et qui remplace l'école communale (place de l'église), l'école des filles (actuelle maison du bridge) et l'école des garçons (actuelle salle des fêtes Pierre-Herman), le quartier cosmopolite dit du Fort Chabrol (ensemble de logements dans le quartier du Vieux-Noir-Bonnet, au fond de la rue Lavoisier, près du canal. Vieux de deux siècles, il était appelé Quartier Mouffetard avant la guerre ou encore le Port à punaises) disparait fin 1936, le canal de Roubaix s'anime et La Guinguette du Capreau est créé au quai des Canotiers en 1938, la Ferme Deldalle, située au centre (actuel Carrefour City, rue Marceau) est démolie pour l'agrandissement de la teinturerie Hannart Frères en 1938 (la rue de la Ferme-Deldalle et le chemin du Beau-Passage constituaient le chemin d'accès à la ferme Deldalle) et la salle des fêtes de Wasquehal-Centre est créée en 1939 (futur salle Pierre Herman), sur l'emplacement de l'ancienne école rue Jean-Macé.

## Seconde Guerre mondiale
Les jardins ouvriers de Wasquehal sont créés en 1941. Plus de 250 jardins sont disponibles dont 50 aux hameaux du Gauquier (en bordure du grand boulevard, sur le terrain de l'ancien camping du Touring club de France), 74 dans la propriété de mademoiselle Legros (entre le pavé de Lille et la Terrasse, en bordure du grand boulevard), 100 à l’ancienne redoute du Fort de Wasquehal et quelques autres au Molinel et au Triez.

## Trente Glorieuses
Les années 1950 voient la construction du nouveau cimetière dit du Plomeux au quartier du Plomeux en 1950, la création de la maison d’Enfants du Capreau dans l'ancienne maternité du Capreau en 1953, la création des Pompes funèbres de Wasquehal, rue Francisco-Ferrer, des établissements Il Pleut Bergère en 1954, l'installation de la société Lepers-Delourme Fils en 1957, la création de Stratinor sur le site de la teinturerie Hannart Frères en 1958 et de la première église évangélique de Wasquehal en 1959.
Dans les années 1960, voit l'apparition de l’avenue Albert-1er, de la création de l’école Sainte-Thérèse (à côté de l’église Saint-Nicolas), de la création d'un parking à côté de l'église Saint-Nicolas, de la création du lycée Jacques-Yves Cousteau dans les locaux de la Filature du Nord, rue Pasteur en 1963, de la démolition de la ferme de Grimbry en 1965 et de la création de l'école primaire mixte rue Émile-Delette (actuelle école publique Marcelle-Detaille) en 1966.
Avec l'élection de Pierre Herman en 1968, la ville adopte un vaste programme d'immeubles collectifs mais pour certains habitants, commence alors la disparition du Wasquehal historique.
Au cours des années 1970, les entreprises de Wasquehal se regroupent dans la zone d'activité de la Pilaterie, les sièges sociaux et succursales se multiplient le long du Grand Boulevard, un Incinérateur de déchets est installé à la place de l'ancienne usine Saint-Gobain fermée en 1969, une nouvelle poste s'installe rue Delerue en 1970, un collège, une maison des jeunes et de la culture, une école maternelle au Haut Vinage et une école à l'Orée du Golf sont créés en 1971, création d'une salle de cinéma le Capreau rue Louis-Lejeune et de l’école des chiens guides d'aveugle de Wasquehal en 1972. 
En 1973, un projet de reboucher le canal de Roubaix pour en faire une voie routière est lancé mais n'aboutit pas et la même année, le château blanc et démoli pour l'agrandissement de la tannerie Dupire. Création du parc public Pompidou, de la piscine de Wasquehal (sur l'ancien emplacement du Fort Chabrol) et rénovation du centre-ville (par l'architecte Jean Willerval) en 1974. Le cimetière du Plomeux s’agrandit en 1975 et création de la maison de cure médicale pour personnes âgées au quartier du Molinel en 1976.

## Le Wasquehal contemporain
En 1977, Gérard Vignoble inscrit dans son programme, le respect de l'environnement du centre ville et le rejet du projet ville-dortoir de son prédécesseur mais sous le mandat de ce dernier, la ville de Wasquehal, qui est une ville agricole verra peu à peu ses terres disparaitre au profit d'habitations et d'entreprises.

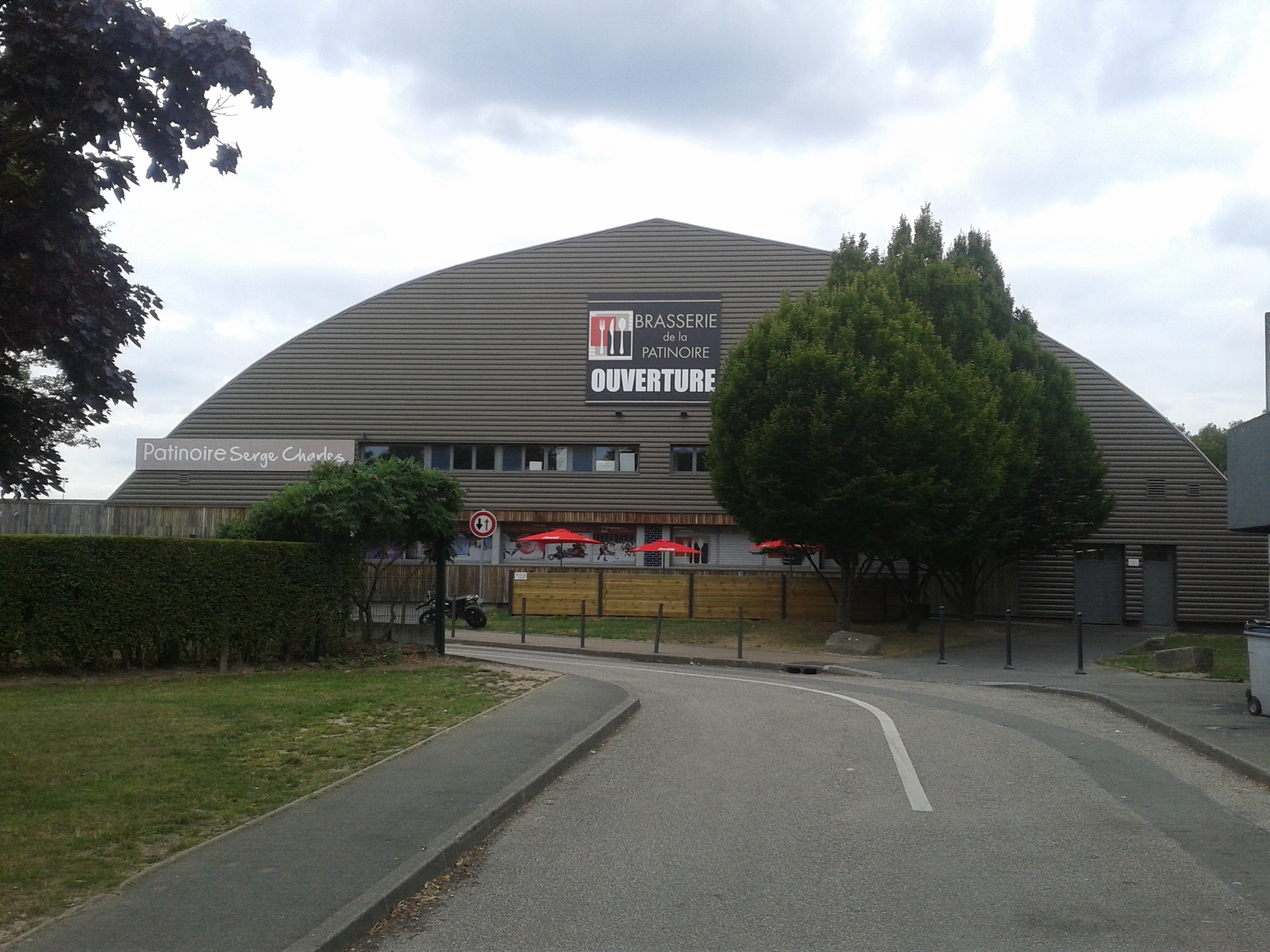
Patinoire Serge Charles en 2017.

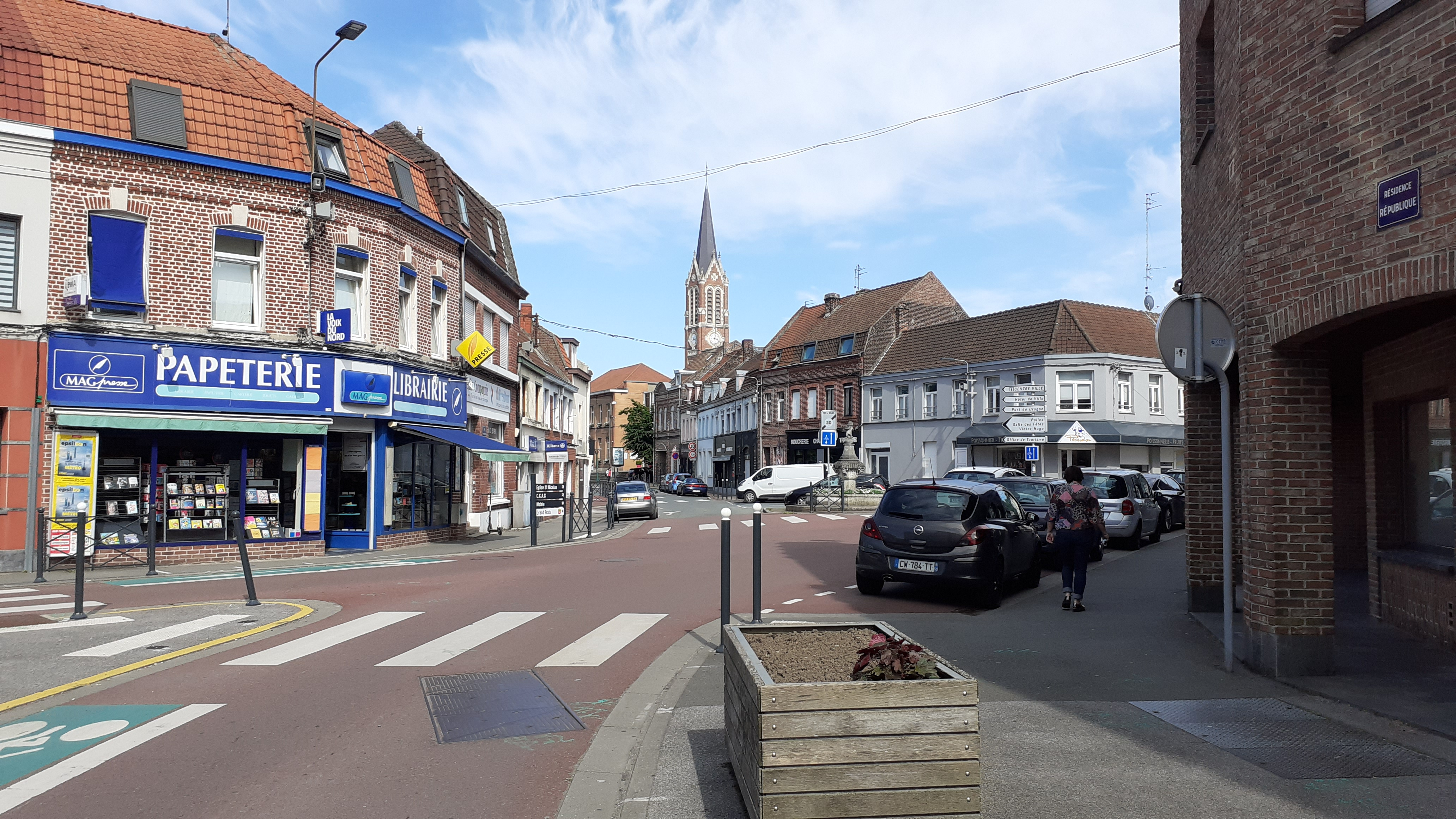
Place de la République à Wasquehal en 2021.

Les années 1980, voient l'implantation, au Cartelot, du centre commercial Continent(dont s'opposent Marc Doutreluingne et l'union des commerçant et artisans de Wasquehal), la création du premier foyer de personnes âgées, de la création dans le quartier du Triest, du Parc Gernez-Rieux et de la création dans le quartier du Molinel, du dojo et de la patinoire Serge-Charles. 

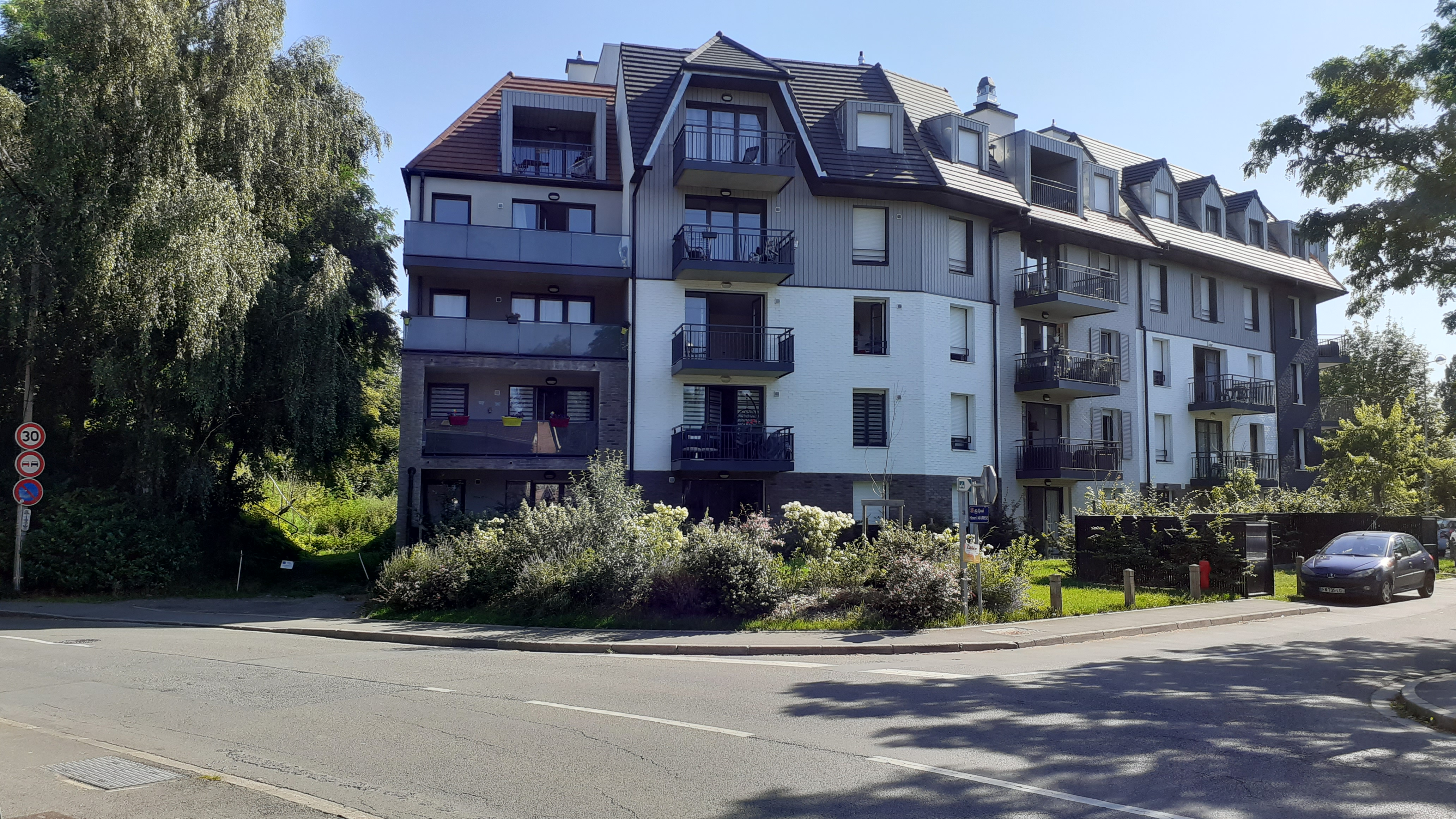
Résidence Les Berges du Centre en 2021.

À partir des années 2000, les constructions d'habitation augmentent au centre de Wasquehal, sur d'anciennes friches et sur les berges du canal,. Le quartier du Capreau voit aussi la construction de nouvelles habitations.
Depuis 2008, Wasquehal qui figure parmi les villes les plus florissantes de la Métropole, compte plus de 640 entreprises, dont des enseignes de renommée internationale, et 15 000 emplois pour une population de près de 20 000 habitants.
À partir de 2010, la ville se dote de nouveaux établissements de santé avec une clinique destinée aux adolescents en souffrance psychique, d'une maison d'accueil spécialisée pour les polyhandicapés dépendants et d'un EHPAD,.
Avec l'élection de Stéphanie Ducret en 2015, la ville de Wasquehal poursuit sa croissance et prend à Croix la place de troisième ville du Roubaisis en termes de population. Elle est passée de 20 990 habitants en 2016 à 21 343 en 2017.
Stéphanie Ducret lance sous ses  mandats, un grand chantier de rénovation des bâtiments publics et du patrimoine comme les écoles et les édifices religieux.